# Lac Berthiaume (rivière Métascouac)
Pour les articles homonymes, voir Berthiaume et Lac Berthiaume.
Le lac Berthiaume est un plan d'eau douce traversé par la rivière Métascouac, dans le territoire non organisé de Lac-Jacques-Cartier, dans la municipalité régionale de comté (MRC) de La Côte-de-Beaupré, dans la région administrative de la Capitale-Nationale, dans la province de Québec, au Canada. Le lac Berthiaume est situé dans la partie nord-ouest de la réserve faunique des Laurentides.
Le lac Berthiaume est situé entre la route 169 (reliant Québec à Alma) et la route 155 (reliant La Tuque et Chambord). Quelques routes forestières secondaires desservent cette zone pour les besoins de la foresterie et des activités récréotouristiques.
La foresterie constitue la principale activité économique du secteur ; les activités récréotouristiques, en second.
La surface du lac Berthiaume est habituellement gelée du début de décembre à la fin mars, toutefois la circulation sécuritaire sur la glace se fait généralement de la mi-décembre à la mi-mars.

## Géographie
Les principaux bassins versants voisins du lac Berthiaume sont :
- côté nord : lac aux Montagnais, lac Sérigny, lac de la Liberté, lac aux Écorces, rivière aux Écorces, lac Carbonneau ;
- côté est : lac Métascouac, lac Tomachiche, lac Samson, lac Citoleux, lac de la Montagne, lac Érin, rivière aux Écorces ;
- côté sud : lac des Néréides, rivière Métascouac, rivière Métabetchouane, lac Saint-Henri ;
- côté ouest : lac Robillard, rivière Métabetchouane, ruisseau Long, lac Saint-Jean.

Le lac Berthiaume comporte une longueur de 8,5 km, une largeur de 1,2 km et une altitude de 465 m. Ce lac est surtout alimenté par la décharge (venant de l’ouest) du lac des Pruches et Robillard, la décharge (venant du nord) du lac Pérusse, la rivière Métascouac (venant du nord-est), la décharge du lac Dyotte, décharge du lac Atlas. Un détroit d’une longueur d’un kilomètre (largeur : entre 100 et 200 mètres) sépare les parties nord et sud du lac. Du côté est du lac Berthiaume, une bande de terre de 4,0 km (sens nord-sud) le sépare du lac Métascouac. Dans la partie sud, une baie s’étire vers le nord-ouest sur 1,1 km et une autre s’étire sur 0,5 km vers l’est.
L’embouchure du lac Berthiaume est située au fond d’une baie l’extrême sud-est du lac, à :
- 3,4 km au nord-est d’une courbe sur le cours de la rivière Métabetchouane ;
- 4,3 km au sud du lac Métascouac ;
- 4,6 km au nord du lac Saint-Henri ;
- 8,4 km à l’est du lac Corneillier ;
- 10,7 km au nord-ouest de la confluence de la rivière Métascouac et du lac Ouelette lequel est contigu au Petit lac Métascouac;
- 11,4 km au sud-ouest d’une courbe du cours de la rivière aux Écorces ;
- 27,4 km à l’est du centre du village de Van Bruyssel situé le long du chemin de fer du Canadien National ;
- 72,3 km au sud-est du lac Saint-Jean à l’embouchure de la rivière Métabetchouane[2].

À partir de l’embouchure du lac Berthiaume, le courant suit consécutivement le cours de:
- la rivière Métascouac sur km généralement vers le sud-est;
- le Petit lac Métascouac sur 3,7 km vers le sud;
- la rivière Métabetchouane sur 126,6 km généralement vers le nord-est;
- le lac Saint-Jean sur 22,25 km vers le nord-est jusqu’à la Petite Décharge;
- la rivière Saguenay via la Petite Décharge sur 172,3 km vers l’est jusqu’à Tadoussac où il conflue avec l’estuaire du Saint-Laurent[2].

## Toponymie
Le toponyme « lac Berthiaume » a été officialisé le 5 décembre 1968 par la Commission de toponymie du Québec.